# Fedina László
Fedina László (Szekszárd, 1933. június 23. – Budapest, 2022. december 22.) magyar orvos, szakfiziológus, műfordító, egyetemi tanár. A Magyar Élettani Társaság tagja, a Neumann János Számítógéptudományi Társaság Orvosbiológiai Szakosztályának vezetőségi tagja, a Méréstechnikai és Automatizálási Tudományos Egyesület (MATE) tagja, a Népjóléti (1992-1993), majd Művelődési és Közoktatási Minisztérium (1993-1995) főosztályvezetője.

## Életpályája
Rövid szünetekkel 1945-ig a nagyszüleinél, a Tolna megyei Kistápé pusztán élt. 1945 őszén került a szüleihez Budapestre. A Csepeli Jedlik Ányos Általános Iskolában (akkoriban még a Bencés kezelésben levő iskola) fejezte be az általános iskolát, majd itt folytatta tanulmányait – mint a gimnázium épületének egyik alapkő letevője – a Jedlik Ányos Gimnáziumban, amelyet 1948-ban államosítottak.
1952-ben érettségizett és felvételt nyert a Budapesti Orvostudományi Egyetem (ma: Semmelweis Egyetem) Általános Orvosi Karára. Egyetemi tanulmányai alatt, 1953-tól diákkörösként dolgozik az Orvosi Fizikai Intézetben; majd 1954-től az Élettani Intézetben, ahol utolsó két egyetemi évében demonstrátornak nevezték ki. 1958-ban orvosként summa cum laude minősítéssel diplomázott. 
Ez után tizenhét éven át kutatóorvosként végzett nemzetközileg elismert élettan kutatást. Évekig dolgozott vendégkutatóként Németországban (akkor NSZK), Svédországban és a Szovjetunióban – és bár hívták, csábították, hogy maradjon kint – megígérve, hogy a családját utána viszik – , ő mindig visszajött. Nem akarta, hogy miatta más kutatók ne juthassanak külföldi tanulmányutakhoz. Tudományos közleményei olyan nívós lapokban jelentek meg, mint pl. a Nature (1967). 1969-ben „A sympathicus efferens idegek spontán és kiváltott aktivitásának vizsgálata” című kandidátusi értekezéséért megkapta a kandidátusi címet (ma "nagydoktori", azaz a tudományok doktora cím -- 1995 óta a korábbi tudományok doktora címnek felel meg az MTA doktora titulus).
1974-ben felkérték tudományos tanácsadói minőségben a Semmelweis Orvostudományi Egyetem Számítástechnikai Csoport igazgatójának. 1981-ben meghívták az Országos Idegsebészeti Tudományos Intézet Élettani Osztályának osztályvezető főorvosának, ahová áthelyezéssel ment át. 1984 szeptemberétől folyamatosan részt vett a német nyelvű orvostanhallgatók élettan, és később (az 1989-ben beinduló) angol nyelvű orvostanhallgatók informatika képzésében gyakorlatvezetőként. 1992-től felkérésre, a Népjóléti majd az ebből alakult Művelődési és Közoktatási Minisztérium főosztályvezetőjeként dolgozott 1995-ben bekövetkezett nyugdíjazásáig. Nyugdíjasként éveken át tervezett és készített műszereket orvostanhallgatók oktatásához és kutatómunkákhoz. Az elsők között dolgozott azon, hogy a betegeket borító kábelerdőket ki lehessen váltani rádiójelekkel – egy adóval, ami sorban sugározza a különböző élettani jeleket, pl. vérnyomást, szívfrekvenciát.
Bár korábban már részt vett angol nyelvű tankönyv magyarra fordításában, hetven évesen új szakmát tanult: szabadalom majd szakkönyv fordítást angolról és németről: biokémia, sürgősségi ellátás, élettan, gyermekneurológia, funkcionális anatómia, masszázsterápia, kozmetikai sebészet, fogászat, pszichológia témakörökben. 2018 óta rendszeresen fordított sci-fi novellákat és regényeket. Legutolsó munkáját a Galaktika magazin számára (F. Stevens: Serapion című regénye) 2022. dec. 2-án fejezte be.

## Tudományos kutatási tevékenység
1959. óta: A szimpatikus efferens aktivitás szabályozási folyamatainak vizsgálata állatkísérletekben. Kandidátusi értekezése az ebben a témakörben végzett kutatásai eredményeit foglalta össze. Az utolsó kutatói években a differenciált vegetatív szabályozás állatkísérletekben, ill. emberen non-invazív módszerekkel történő vizsgálatával foglalkozott, utóbbiakhoz a módszertani és méréstechnikai problémák kutatásával, ill. a szükséges műszerek fejlesztésével, elkészítésével is foglalkozott.

## Munkahelyi adatok
- 1956-58.: BOTE Élettani Intézet: demonstrátor
- 1958-59.: BOTE Élettani Intézet: központi gyakornok
- 1959-60.: BOTE Külső Műtéti Klinikák Kísérleti Kutató Laboratóriuma: központi gyakornok
- 1960-74.: uo., ill. SOTE Klinikai Kísérleti Kutató és II. sz. Élettani Intézet: egyetemi tanársegéd (1961), majd egyetemi adjunktus (1969) és tudományos főmunkatárs (1973)
- 1974-81.: SOTE Számítástechnikai Csoport, igazgató, tudományos tanácsadó, szakfiziológus (1981)
- 1981-92.: Országos Idegsebészeti Tudományos Intézet, Élettani Osztály, osztályvezető főorvos, címzetes egyetemi docens (1983)
- 1992-93.: Népjóléti Minisztérium, Oktatási Főosztály, főosztályvezető
- 1993-95.: Művelődési és Közoktatási Minisztérium, Általános Felsőoktatási Főosztály, főosztályvezető
- 1995. ápr. 1.: nyugdíjas; mellékfoglalkozásban: OITI Élettani Osztály, SOTE Élettani Intézet orvos kutató

## Tudományos minősítési tevékenység
- 1984-95.: Tudományos Minősítő Bizottság, Elméleti Orvostudományi Szakbizottság, tag
- Doktori és kandidátusi értekezések minősítése: opponens, bíráló bizottsági titkár, bíráló bizottsági tag

## Tudományos társasági tagság
- Magyar Élettani Társaság
- Neumann János Számítógéptudományi Társaság Orvosbiológiai Szakosztály vezetőségi tag (NJSzT)
- Méréstechnikai és Automatizálási Tudományos Egyesület (MATE)

## Tudományos közlemények, lektorálások, újság szerkesztői munka:
1.
Die Wirkung eines Cratageusextraktes auf den venösen Druck und auf das Erscheinen eines Lungenödems bein Starlingschen Herz-lung-Präparat (társszerző) 1959 Acta Med. Acad. Sci.hung. 14. 279. old.
2.
Über die experimentelle Wirkung von Esbericard auf die Blutversorgung des Kopfes bei reflektorischer Blutdruckveränderung (társszerző) 1959 Med. Mschr. 13. 231. old.
3.
Die Wirkung eines Extraktes aus Cratageus Oxycantha auf die Durchströmung der Coronarien von Hunden (társszerző) 1959 Arzneim. Forsch. 9. 378. old.
4.
Protektive Wirkung eines Vasoaktiven, Flavonhaltigen Crataegusextraktes beim Adrenalin Lungenoedem der Ratte (társszerző) 1959 Folia Angiologica 6. 35. old.
5.
Die Wirkung eines Melilotusextractes und des reinen Cumarins auf die Blutversorgung des Kopfes, de koronargebietes und der hinteren Extremität beim Hunde (társszerző) 1960 Arztl. Forsch. 14. 469.old.
6.
Versuche zur Tonisierung medullärer sympatischer Zentran (társszerző) 1960 Pflügers Arch. Physiol. 272. 55. old.
7.
Hämodinamische Wirkungen einzelner Alkaloide der Rauwolfia serpentina beim Hunde (társszerző) 1961 Z.f.d.ges.inn.Med.u.i.Grenzg. 16. 424. old.
8.
Über die Wirkung von Accelerationscommotion auf die Elektrolyten im Sinus Coronarius-Blut (társszerző) 1961 Acta Physiol. Acad. Sci. hung. 18. 17. old.
9.
Wirkung von Esbericard-Behandlung beim experimentellen Schock (társszerző) 1961 Arztl. Forsch. 15. 434. old.
10.
Über die Lokalisation des „bulbären sympatischen Zentrums” und seine Beeinflussung durch Atmung und Blutdruck (társszerző) 1961 Zeitschr.f.Kreislaufforsch 50. 229. old.
11.
Kísérletes fekély hatása kutyák elektrokardiogramjára (társszerző) 1961 Magyar Belorvosi Archiv. 1961/6. szám 258. old.
12.
Neurophysiological and circulatory changes in haemorrgagic schock (társszerző) 1962 Exerpta med. Internat. Congress Series 48. 687.o.
13.
Der Einfluss von Adrenalin auf die Tätigkeit des Sympathicus (társszerző) 1963 Plügers Arc. ges. Physiol. 278. 229. old.
14.
Elektrofiziogicseszkij analiz formirovanyija vazomotornich reflexov (társszerző) 1964 Trudü Inszt. Norm. i. Patol. Fiziol. 7. 51. old.
15.
Sympathetic activity in haemnorrhagic shock (társszerző-első szerző) 1965 Acta Physiol. Acad. Sci. hung. Suppl. 26. 35. old.
16.
Responses of renal sympathetic nerves to stimulation of afferent A and C fibres of tibial and mesenterial nerves (társszerző-első szerző) 1966 Acta Physiol.Acad. sci. hung. 29. 157. old.
17.
Mode of action of 2-aethyl-3,3-diphenyl-propene-(2)-yl-amine (társszerző) 1966 Acta Physiol. Acad. Sci. hung. 29. 360 old.
18.
Segmental control of sympathetic activity (társszerző-első szerző) 1966 Acta Physiol.Acad. sci. hung. 30. 308. old.
19.
Über der Mechanizmus der Wirkung von 2-Aethyl-3-3-Diphenyl-Propen-(2)-yl-Amin auf den Kreislauf. II. Akti-vität der sympatischen Nervenfasern von Herz und Niere und die Bedeutung von Kreislaufreflexmechanismen (társszerző) 1966 Arch. int. Pharmacodyn. 163. 363. old.
20.
Über der Mechanizmus der Wirkung von 2-Aethyl-3-,3-Diphenyl-Propen-(2)-yl-Amin auf den Kreislauf. IV. Aktivität der Efferenten Halsvagusfasern (társszerző-első szerző) 1966 Arch. Pharmacodyn. 163. 382. old.
21.
Orvos és technika (a lap egyik szerkesztője) 1967-1976 Ifjúsági Lapkiadó Vállalat
22.
Unitary excitatory postsynaptic potentials in Clarke's column neurones (társszerző) 1967 Nature 215. 1176. old.
23.
The mechanism of long lasting inhibitory actions in interneurones (társszerző) 1967 Archiv.int. Physiol. Biochim. 75. 864. old.
24.
Differential chloride reversal of IPSP's from group Ia afferents and motor axon collaterals (társszerző) 1968 Acta Physiol. Scand. 73.
25.
Properties of Clarke's Column Neurones (társszerző) 1969 Acta Physiol. Scand. 77(1-2): 125-144. old.
26.
Unitary Components in the Activation of Clarke's Column Neurones (társszerző) 1969 Acta Physiol. Scand. 77 (1-2). 145-158. old.
27.
Die Wirkung von 1-(4-Oxyphenyl)-2n-butylamino-aethanon-hydrochlorid (BON) auf den Kleislauf III. Wirkung auf die Sympathischen Nervenfasern von Herz un Niere (társszerző-első szerző) 1970 Arzneim. Forsch. 20.
28.
Die elekrophysiologische Analyse des Angriffspunktes von 1-(4-Oxyphenyl)-2n-butylamino-aethanon-hydrochlorid (társszerző) 1970 Arzneim. Forsch. 20.
29.
Spatial synaptic distribution of recurrent and group Ia inhibitory systems in cat spinal motoneurons (társszerző) 1971 J. Physiol. 214. 305. old.
30.
The Effect of Noradrenaline Liberator (4, alpha-dimethyl-meta-tyramine) on Reflex Transmission in Spinal Cats (társszerző-első szerző) 1971 Acta Physiol.scand. 83. 495. old.
31.
A carotis sinus-ideg ingerlésének hatása a vérkeringésre és annak regulatiójára (társszerző) 1971 Orvosi hetilap 112.évf. 31-32 szám, 1950. oldal
32.
The effects of L-DOPA on the sympathetic activity (társszerző-első szerző) 1971 Magyar Élettani Társaság Vándorgyűlése 37. Előa-dáskivonatok
33.
A szív és a mellső végtag sympathicus efferens idegeinek aktivitása I. Spontán aktivitás és baroreceptor hatások (társszerző) 1972 Magyar Élettani Társaság Vándorgyűlése 38. Előa-dáskivonatok 109. old.
34.
A szív és a mellső végtag sympathicus efferens idegeinek aktivitása II. Véreztetés, hűtés, asphyxia és afferens idegek ingerlése (társszerző-első szerző) 1972 Magyar Élettani Társaság Vándorgyűlése 38. Előa-dáskivonatok 51. old.
35.
Facilitation from Ipsilateral primary Afferents of Interneuronal Transmission in the Inhibitory Patway to Motoneurones (társszerző-első szerző) 1972 Acta Physiol.scand. 86. 59. old.
36.
Sympathetic Nervous Activity after Hemorrhage (társszerző-első szerző) 1973 Advances in Experimental Medicine and Biology. 33. kötet: Neurohumoral and metabolic Aspects of Injury 473-480. old. (Springer)
37.
Effects of bleeding, cooling and asphyxia on the activity of vertebral and cardiac sympathetic nerves (társszerző) 1973 Acta Physiol.Acad. sci. hung. 44(2). 145-155. old.
38-39.
A számítógépek és orvos-biológiai alkalmazásuk Jelanalízis I. és II. (szerző) 1973 és 1974 Orvos és Technika 1973.11.6. 161-168.old. és 1974.12.1. 1-11. old.
40.
Specific baroreceptor control of vertebral and cardiac sympathetic activity (társszerző-első szerző)
1975 Acta Physiol.Acad. sci. hung. 46(3): 235-245. old.
41.
Facilitation from contralateral primary afferents of interneuronal transmission in the Ia inhibitory pathway to motoneurons (társszerző-első szerző) 1975 Acta physiol. scand. 94. 198-221. old
42.
Az ingerület terjedése a membránban (szerző) 1976 A Magyar Tudományos Akadémia Biológiai Tudományok Osztályának Közleményei 1976/2-4. szám, 19:423-460. oldal, Akadémia Kiadó
43.
Fischer Antal – Krúdy Erzsébet (szerk): Az orvostudomány aktuális problémái 24. kötet (társszerző) 1976 Medicina Könyvkiadó
44.
Investigation of somatosympathetic reflex activity on the basis of mathematically designed experiments (társszerző) 1976 Acta Physiol. Acad. Sci hung. 48: 223-224
45.
Differentiated effects of hypothalamic stimulation upon the activity in various sympathetic efferents with and without baroreceptor feedback (társszerző-első szerző) 1977 Proceedings of the International Union of Physiological Sciemces, Vol. XII. 310-311. old.
46.
A számítógépek egészségügyi alkalmazása (szerző) 1977 Országos Műszaki Könyvtár és Dokumentációs Központ Műszaki-Gazdasági Tájékoztató
47.
A mathematical approach to quantitative analysis of somatosympathetic reflexes (társszerző) 1978 Computers and Biomedical Research Volume 11, Issue 2, April 1978, Pages159-166
48.
A sympathicus efferns működés differenciált változása hypothalamus ingerlés során (társszerző-első szerző) 1978 Magyar Élettani Társaság 44. Vándorgyűlése, Előadáskivonatok 151-152. old.
49.
Bipolárisan elvezetett szimpatikus efferens szummáris potenciálok alaptulajdonságainak vizsgálata (társszerző) 1978 Magyar Élettani Társaság 44. Vándorgyűlése, Előadáskivonatok 71. old.
50.
Szimpatikus összetett akciós potenciálok spektrum- és korreláció analízise (társszerző) 1979 Magyar Élettani Társaság 45. Vándorgyűlése, Előadáskivonatok
51.
Az Országos Kórház- és Orvostechnikai Intézet tudományos folyóirata (a lap egyik szerkesztője) 1980-1986 Ifjúsági Lapkiadó Vállalat
52.
Az adenovírus hexon polypeptidek kölcsönös orientációja a kétdimenziós kristrálylemezben (társszerző) 1980 Orvostudomány – az MTA Orvosi Tudományok Osztályának Közleményei 30-31 kötet/2 sz. 327.o.
53.
Description of some properties of compound action potentials in sympathetic nerve trunks 1980 Abstracts of lectures, symposia and free communications, Vol. XIV. 750. old.
54-55-56.
Mathematical and Computational methods in Physiology (a könyv egyik szerkesztője)
A kötetben 2 cikk: (társszerző-első szerző)
- Analytic properties and identifiability problems of compartmental models with time-lags
- Parameter estimation of the radiocardiogram using comoartmental models with pipes
1981 Advances in Physiological Sciences Vol. 34. Pergamon Press, magyar: Akadémia Kiadó 61. old. 229. old.
57.
Simulation pf propagation of action potentials along sympathetic efferent nerves (társszerző)  1981 Simulation of systems in biology and medicine Ed: M. Kotva
58.
Placentáris transzfúzió hatása az újszülött pulzus- és légzésszámára (társszerző) 1981 Magyar nőorvosok lapja 44.évf./4. szám,327-330.o.
59.
A CHRONOS krónikus-beteg követő számítógépes információs rendszer feladata és klinikai kutatási szolgáltatásai (társszerző) 1981 konferencia vagy workshop anyag, befogadó kiadvány: Számítástechnikai és kibernetikai módszerek alkalmazása az orvostudományban és a biológiában  (10. kötet/213-219. old)
60.
A CHRONOS rendszer bizonylatai és beteggondozási szolgáltatásai (társszerző) 1981 konferencia vagy workshop anyag, befogadó kiadvány: Számítástechnikai és kibernetikai módszerek alkalmazása az orvostudományban és a biológiában (10. kötet/221-229)
61.
Szimpatikus efferens idegrostok vezetési sebesség eloszlásának számítógépes vizsgálata (társszerző) 1981 Magyar Élettani Társaság 46. Vándorgyűlése, Előadáskivonatok
62.
Artefakt kiküszöbölése idegtörzsek direkt ingerlésénél (társszerző) 1982 Magyar Élettani Társaság 47. Vándorgyűlése, Előadáskivonatok
63.
Az intracraniális nyomásesés hatása a regionális szimpatikus aktivitásra (társszerző-első szerző) 1982 Magyar Élettani Társaság 47. Vándorgyűlése, Előadáskivonatok
64.
A logikai következtetés problémái az orvosi, orvosbiológiai eredmények értékelésénél, különös tekintettel az alakfelismerés alkalmazásaira (társszerző) 1983 konferencia vagy workshop anyag, befogadó kiadvány: Számítástechnikai és kibernetikai módszerek alkalmazása az orvostudományban és a biológiában (11. kötet/164-168. old.)
65.
Changes of peripheral sympathetic activity in experimental subarachnoidal haemorrhage: Acute effects (társszerző-első szerző) 1983 J.Cerebral Blood Flow and metabol. Vol.3. Suppl.1. S49-50.
66.
Vezetési paraméterek becslése szimpatikus posztganglionáris idegtörzsekben (társszerző) 1983 Magyar Élettani Társaság 48. Vándorgyűlése, Előadáskivonatok
67.
Differenciált szimpatikus efferens aktivitás változások Cushing-reakció során (társszerző-első szerző) 1984 Magyar Élettani Társaság 49. Vándorgyűlése, Előadáskivonatok
68.
Akiós potenciál típusok a szimpatikus spontán aktivitásban (társszerző) 1984 Magyar Élettani Társaság 49. Vándorgyűlése, Előadáskivonatok
69.
Mechanism of Cardiovascular Disturbances in Intracranial Hypertension (társszerző-első szerző) 1985 Magyar Élettani Társaság 50. Jubileumi Vándorgyű-lése és IUPS Szimpozium, Előadáskivonatok
70.
Számítógépes információ rendszerek a magyar egészségügyi ellátásban  (társszerző)  1985 Korányi Frigyes Tbc és Tüdőgyógyász Társaság kiadványa (szerkesztő Naszlady A.) 1985. 303 o.
71.
Activity of peripherial sympatetic efferent nerves in experimental subarachnoid haemorrhage Part.I.: Observations at the time of intracranial hypertension (társszerző) 1986 Acta neurochir. 79:125-131.
72.
Activity of peripherial sympatetic efferent nerves in experimental subarachnoid haemorrhage Part.II.: Observations during the „early vasopasm” period (társszerző- első szerző) 1986 Acta neurochir. 80:42-46.
73.
Graphical analysis of blood pressure-dependency on sympathetic efferent activity: a correction to the ECG R-wave triggered averaging (társszerző) 1986 J. Autonomic Nerv. Syst. Suppl. 223-227.
74.
Computer interpretation of periodic components in the sympathetic nerve activity (társszerző) 1986 AMSE Lectures on Modelling and Simulation Vol. 4.2. 35-44. old.
75.
Influence of pressoreceptors on Sympathetic efferent activity in Cushing reaction (társszerző-első szerző) 1987 Neuroscience, Vol. 22. Suppl. S327 (Abstract 983. old.)
76.
Survival and connectivity of cultured embrionyc spinal cord grafts in the hemisected spinal cord of the adult rabbits (társszerző) 1987 Neuroscience, Vol. 22. Suppl. S256 (Abstract 766. old.)
77.
Regional sympathetic efferent activity during cerebral ischemia 1987 Neuroscience, Vol. 22. Suppl. S328 (Abstract 984. old.)
78.
In Vitro Assessment of MR Relaxation Properties of Pituitary Adenomas (társszerző) 1987 Journal of Computer Assisted Tomography 11(3):378-383, May 1987 
79.
Levamisol-kezelés okozta elváltozások kutyák központi idegrendszerében 1987 Magyar Onkológia 1987/4. szám
80.
Műtéttel eltávolított hypophysis adenoma szövet NMR spektroszkópos vizsgálata (társszerző) 1988 Ideggyógyászati Szemle 130. évfolyam, 8. 319 old.
81.
Two-phase change of sympathetic rhythms in brain ischemia, Cushing reaction, and asphyxia (társszerző)
1989 Am.J. Physiol. 256: R120-R132
82.
Differentiated sympathetic outflow evoked by electrical stimulation of medullary sites (társszerző-első szerző) 1989 XXXI. Int. Congress of Physiological Sciences 1989. Jul. 9-14. (Abstracts 3447 old.)
83.
Parallel neurophysicological changes mediating cardiovascular and respiratory components of Cushing reaction  (társszerző) 1989 XXXI. Int. Congress of Physiological Sciences 1989. Jul.9-14. (Abstracts 3448 old.)
84.
Differentiated output patterns in sympathetic efferents of various destination in response to intense stimulation of somatic afferents (társszerző) 1989 XXXI. Int. Congress of Physiological Sciences 1989. Jul.9-14. (Abstracts 3463 old.)
85.
Transplantation of cultured embryonic spinal cord grafts into the hemisected spinal cord of adult rabbits (társszerző) 1989 Surg. Neurol. 32: 273-280
86.
Comparison of methodseliciting cerebral ischemic pressor response in cats  (társszerző)
1990 Neurol. Research, 12: 49-54. old.
87.
The infuence of the depth of anaesthesia on the occurrence of the smypathetic C-reflex in outputs of various destination 1990 Eur. J. Pharmacol. 183:1395
88.
Effects of pre-existing brain ischemia on sympathetic nerve response to intracranial hypertension  (társszerző)
1991 J. Appl. Pysiol. 70(5): 2181-2187
89.
Differential sympathetic reactions during cerebral ischaemia in cats: the role of desynchronized nerve discharge (társszerző-első szerző) 1993 The Journal of Physiology 469(1):37-50
90-91.
Kollai-Lénárd-Studinger (szerk.) Élettani gyakorlatok gyógyszerészhallgatók számára (lektor) 2001 és 2004 Semmelweis Kiadó
92.
Selmic-Gellér: Nők könyve (lektor) 2008 Novum Kft.

## Szak- és műfordítások:
1. W. Ganong: Az orvosi élettan alapjai (szakfordítás, társfordítóként) 1990 Medicina Könyvkiadó
2. J.H.Clay- D.N. Pounds: Alapvető klinikai masszázsterápia (szakfordítás) 2005 Medicina Könyvkiadó Zrt.
3. M. Selikowitz: Diszlexia (szakfordítás) 2005 Medicina Könyvkiadó Zrt.
4. Goddard-Blythe: Reflexek, tanulás és viselkedés (szakfordítás) 2006 Medicina Könyvkiadó Zrt.
5. Borsay Péter: Fogimplantátum (szakfordítás) 2007 Medicina Könyvkiadó Zrt.
6. P. Jevon: Sürgősségi ellátás és elsősegély (szakfordítás) 2008 Medicina Könyvkiadó Zrt.
7. J.W. Pelley – E.F. Goljan: Biokémia (szakfordítás) 2009 Medicina Könyvkiadó Zrt.
8. Al Sears: Az egészséges szívért (szakfordítás) 2010 Medicina Könyvkiadó Zrt.
9. Goddard-Blythe: ABC (akaratlagos figyelem, biztos egyensúly, csodálatos összhang) (szakfordítás) 2012 Medicina Könyvkiadó Zrt.
10. Katona-Szabó-Bánki: Mit kell ma tudni az inkontinenciáról (szakfordítás) 2015 Medicina Könyvkiadó Zrt.
11. S.Silbernagl – A.Despopoulos: Élettan (szakfordítás) 2015 Medicina Könyvkiadó Zrt.
12-13. I. A. Kapandji: Az Ízületek élettana 1-3. (szakfordítás) 6. kiadás: 2016; 7. kiadás 2024 Medicina Könyvkiadó Zrt.
14. C. M. Versagi: Masszázsterápia lépésről lépésre (szakfordítás) 2019 Medicina Könyvkiadó Zrt.
15. Aleister Crowley: Holdgyermek (műfordítás) 2019 Metropolis Media Group Kft.
17. F. Riemann: Szorongás (szakfordítás) 2020 Medicina Könyvkiadó Zrt.
16. J. E. Muscolino. A medence és a hát alsó részének kezelése masszázsterápiával (szakfordítás) 2021 Medicina Könyvkiadó Zrt.
18. K. Birchall: Szigorúan titkos koszorúslány (műfordítás) 2021 Metropolis Media Group Kft.

Sci-fi novella- és regény fordítások:
W. W. Shols: Holtak szigete; W. Tenn: Medusza világa*; W. Tenn: Noé népe; J. P. Murphy: A test és a bomba*; B. N. Malzberg: Negyedik fázis*; W. Ledbetter: A hosszú zuhanás*; W. Ledbetter: A Mars Gyűrűi*; A.Crowley: Magdalen Blair öröksége; N. Kress: Árnyak a barlang falán; G. D. Jones: Mókusok, rókák és más különlegességek*; P. Slachta: A postajárat nem késhet; C. Scholz: A Hálóban*; C. G. Wates: Ízisz arca*; G. D. Jones: Haggis, orrszarvú és a vadon egyéb meglepő csodabogarai; G. D. Jones: Őstulkok, barlangi medvék és a megafauna egyéb karizmatikus egyedei; S. McKee Charnas: A vámpír ötször*; G. D. Jones: Farkasok, hüllők és egyéb biológiai rendellenességek; G. Benford: Idegenben*; F. M. White: A halál pora; F. M. White: A buborék kipukkanása; F. M. White: A halál folyója; B. Stoker: A Hét Csillag Ékköve*; P. F. Nowlan: Az időugrók; B.Stoker: A Hét Csillag Ékköve (alternatív befejezés)*; F. Stevens: Sziget barátnő; F. Stevens: Serapion 
[* közös fordítás Fedina Lídiával]
2018-2022 Metropolis Media Group Kft. Galaktika Magazin: 336XL, 337XL, 338XL, 339XL, 344, 347, 353, 354, 355, 356, 357, 359, 362, 366, 371XL, 372XL, 381, 387XL, 388XL, 389XL, 390XL, 391XL, 395XL.

## Családja
1957-ben házasodott, Budapesten, felesége Dr. Fedina Lászlóné született Zolnai Lídia Jolán, gyógyszerész. Házasságukból két leánygyermek született, Lídia (1960) gyógyszerész, író, forgatókönyvíró, szak- és műfordító; Laura (1965) nőgyógyász szakorvos.

## Életrajzi riport
Dr. Fedina László interjú
(készítette Herzka Ferenc – közzététel az ő engedélyével)
Van az orvoslásban eredendően valami jótékonyság? Nem a hippokratészi eskü miatt kérdezem. Az orvosi hivatás választása pillanatában az ember fejében megfordul, hogy ez jótékonyság is?
Igen, ez létezik, benne van az ember fejében…
Tudatos választásod volt az orvosi kar?
Tudatos. Annak idején három szakot kellett megjelölni. Elsőnek megjelöltem az orvostudományt, másodiknak a kutatóbiológiát, végül a kutatófizikát. Felvettek a Budapesti Orvostudományi Egyetemre, ahova már akkor azzal az elképzeléssel mentem, hogy kutatással szeretnék foglalkozni.
Ágy melletti betegellátásban nem is gondolkoztál?
Nem. Az volt az elképzelésem, és ezt igyekeztem már diákkoromtól megvalósítani, hogy elméleti, illetve gyakorlati orvostudományi kutatást szeretnék folytatni.
Miért választottad az orvoslást, volt családi indítás erre a környezetedben?
Nem. Családi indíttatásom semmiképpen sem volt. Arra gondoltam, hogyha az orvosi egyetemet végzem el, akkor több irányba tudok haladni, mintha kutatóbiológusnak megyek, ahol lehet, hogy nem is sikerül azokra a területekre jutni, amikhez orvosi képzettség szükséges.
Amikor választás előtt álltál tudtad, hogy az egyik legkvalifikáltabb értelmiségi pálya az orvosi?
Tudtam.
Volt ennek szerepe a választásban?
Igazából nem. Az érdeklődési köröm miatt írtam be ezt a három szakot. Nem volt biztos, hogy felvesznek a Budapesti Orvostudományi Egyetemre, bár kitűnővel érettségiztem, munkásszármazású voltam, ilyen szempontból előnyben részesültem. Megfeleltem a kor követelményeinek, de a bizonyítványom is megfelelt a követelményeknek.
Hol kezdted a középiskolát, egyetlen gimnáziumban tanultál?
Érdekesen alakult az iskoláztatásom. 1933-ban születtem, hatéves koromban, 1939-ben kezdtem iskolába járni. Az első négy elemi osztályt Kistápé pusztán, egyetlen tantermes iskolában, összevont osztályban végeztem. Ezután a szüleim úgy határoztak, hogy Csepelen folytassam a tanulmányaimat. Az 1943-1944-es tanév második felében kibombáztak bennünket, és befejeződött az iskola. Ismét visszakerültem a nagyszüleimhez Kistápé pusztára, ami Cece, Vajta, Bikács, Nagydorog, Németkér, Paks környékén egy kicsi hely. Ott akkor – 1944 őszén – már nem volt iskola, az édesanyámmal ezért elmentünk Székesfehérvárra, ahol a püspök úrtól – mivel jó tanuló voltam – azt kértük, engedje meg, hogy az ottani gimnáziumba járhassak. Az ötödik iskolaévről a háború miatt bizonytalan bizonyítványom volt, de felvettek. Igen ám, csakhogy Székesfehérvárról is kibombáztak, az iskola abbamaradt, és immár másodszor ismét visszakerültem Kistápé pusztára, ahol tulajdonképpen tizenkét éves koromig éltem. 1945 őszén jöttem fel Csepelre a szüleimhez. 1945 őszén, Csepelen, bencés irányítással kezdett működni egy általános iskola és gimnázium. Ide kerültem. Emlékszem rá, hogy édesanyámmal elmentünk Ciprián atyához, aki elbeszélgetett velem is, édesanyámmal is, majd azt ajánlotta, hogy függetlenül attól, hogy megvolt az ötödik osztályos bizonyítványom, kezdjem elölről az ötödik osztályt, jobb lesz nekem is. Ezt azonnal elfogadtuk, úgy hogy kétszer jártam az ötödik osztályt. A bencéseket három év múlva sajnos elküldték, mondhatni elzavarták Csepelről. 1948 őszétől már állami iskolában jártunk, bencés tanárok nélkül, pedig ők fantasztikusan jó pedagógusok voltak, nagyon szerettük őket. Csepel egész közössége, az összes szülő és gyerek zokogott, amikor elmentek! Tehát állami iskolában folytattam. A gimnázium második osztályában felajánlották – mivel néhányan a háború miatt „túlkorosak” voltunk, éveket veszítettünk – hogy ha képesek vagyunk rá, elvégezhetjük a harmadik gimnáziumi osztályt úgy, hogy a második osztály második félévétől elkezdjük tanulni a harmadik osztályos anyagot is, a nyár folyamán tovább tanulunk, és a nyár végén letesszük belőle a különbözeti vizsgát. Néhány osztálytárssal nekivágtunk, és meg is csináltuk. Elmondhatom, hogy az ötödik általános iskolai osztályt kétszer jártam, a harmadik gimnáziumi osztályt meg egyszer sem.
Ugyanakkor érettségiztél, mint amikor egyébként is érettségiztél volna?
Igen, csak nem azzal az osztállyal, akikkel kezdtem…
1952 májusában érettségiztél, és szeptemberre a Budapesti Orvostudományi Egyetem hallgatója voltál?
Igen.
Az egyetem neve már nem Pázmány, de még nem is Semmelweis?
Így van. Sajnos már nem volt Pázmány és még nem volt Semmelweis… az jóval később, valamikor a hetvenes években lett…
Miért akartál kutatni, honnan tudtad, hogy mi a kutatás?
Nagyon jó biológia tanárunk volt. Kaptam tőle egy mikroszkópot. Mondta, hogy néhány szál füvet vagy szalmát tegyek vízbe, és várjak egy hetet. Utána ebből a vízből cseppentsek egy tárgylemezre, és nézzem meg a mikroszkóppal. Nagyon egyszerű monokuláris mikroszkóp volt, és oda merte adni nekem. Belenéztem… tényleg fantasztikus volt! Apró élőlények, amőbák, tölcsérállatkák, ostoros véglények úsztak a vízben, az ő tengerükben… az egy csepp vízhez viszonyítva ezek hihetetlenül kicsi lények. Voltak békakísérleteink, amik nagyon érdekeltek! Kíváncsi voltam, hogyan működik az élő szervezet. Úgy tűnt számomra, hogy talán az orvos-kutatói pálya lenne a legjobb megoldás. Lehet, hogy a biológia ugyanilyen jó lett volna, de akkor az orvostudományi egyetem volt az, amelyik a legszélesebb képzettséget adta minden tekintetben. A biológia, biofizika, élettan területén is, amelyek engem igazán érdekeltek. Ilyenek, például a regulációs folyamatok. Hogyan történik például a vérnyomás szabályozása? Meg kell, hogy mondjam, nem is csalódtam. Jó biofizikai és nagyon erős élettani képzést kaptunk. A második félévtől diákkörös voltam az Orvosi Fizikai Intézetben. Nem nagyon voltak könyveink, jegyzetekből tanultunk. A jegyzetíró mindig sokkal többet akar, mint egy tankönyv szerzője. A tankönyvben be kell tartani a terjedelmi korlátokat. Ha valaki, mondjuk, endokrin fejezetet ír egy jegyzetben, ott az égvilágon mindent összeszed, mindent leír. Ez hátránya is a dolognak, mert nagyon sokat követelnek. Emlékszem, egyszer meg is jártam ezzel, éppen az endokrinológiával kapcsolatosan. Valahogy túlzottnak éreztem az anyagmennyiséget, amit abban a jegyzetben leírtak, és ezt szóvá is tettem egy beszélgetés során. Kiderült, hogy éppen annak mondtam el, aki a jegyzetet írta. Jót nevetett rajta, és azt mondta: igazad van, de ez az endokrinológia mostani állása. El kellett fogadjam! Nem arról volt szó, hogy nem akartam megtanulni, csak más területekhez képest túlzottnak éreztem…
Kik voltak a tanáraid?
Dr. Gegesi-Kis Pál egyetemi tanár volt a rektorunk, aki szigorú ember hírében állt. 1956 után derült ki, milyen nagyon szeret bennünket. Megvédett bennünket ’56 súlyosabb megtorlásaitól…de erről később. Kiss Ferenc professzor úr az anatómiát, Székessyné Hermann Vilma professzorasszony a biokémiát, Bálint Péter professzor úr és Kovách Arisztid docens úr az élettant tanított. Tarján Imre professzor úr volt a biofizikusunk. Remek ember volt. Isten nyugosztalja őket…
Kiss Ferenc milyen anatómus volt?
Kiss Ferenc nagyon jó anatómus volt, és kemény ember. Kicsit féltünk is tőle.
Székely származású volt.
Igen? Ezt nem tudtam. Volt egy mondása. Amikor megbuktatta az embert, nem azt mondta, hogy megbuktál, hanem „jöjjön kied lombhulláskor”. Ez azt jelentette, hogy tessék utóvizsgázni lombhulláskor, vagyis szeptemberben. Engem nem buktatott meg…
Milyen évfolyamtársaid voltak? Különleges évfolyam volt a tiétek...
Az évfolyamtársaim – négyszázan voltunk – mind nagyszerű emberek voltak. Akikkel kapcsolatba kerültem, azok mind nagyot akaró, dolgozni, tanulni vágyó emberek voltak. Mitsányi Attilával, Dóda Margittal, Petőcz Lujzával, mondhatom, életre szóló barátság alakult ki. Attila és Manyika össze is házasodtak. Együtt voltunk diákkörösök az Élettani Intézetben. Isten nyugosztalja őket, már egyikük sem él!
Az évfolyam „naggyá lett” neveivel, az akadémikus Palkovits Miklóssal, Petrányi Győzővel, a WHO igazgató Gyárfás Ivánnal, a sok területen „szereplő” Frenkl Róberttel nem voltál kapcsolatban?
Ismertük egymást, sokszor találkoztunk a tanulmányok alatt, vagy egyetemi összejöveteleken, ahogy ma mondják: bulikon, de ők más területen dolgoztak. Később a munkában, a magánéletben már nem találkoztam velük.
Ha már említetted, összejövetelek, bulik, voltak?
Voltak. Mi is szerettünk szórakozni, mint minden fiatal. Zártkörű csoport „murikat” rendeztünk valamelyik csoporttársunk otthonában, ahol nagyon jól éreztük magunkat. Ki-ki vitt, amit tudott, süteményt, italt, mint a batyus bálba… Mai értelembe vett szórakozóhelyekre nem jártunk, mert nem volt rá pénzünk. Könyveinket vagy például az anatómiai eszközök egy részét magunknak kellett megvásárolnunk, és a szülőknek sem volt pénzük.
Kritikus időkben, a politikai átrendeződés, értékrend váltás kellős közepén kezdted az egyetemet. 1952 négy évvel volt – ahogy már említetted is – a fordulat éve után. Volt-e valami olyan az egyetemi éveid elején, amit másképp vártál hallgatóvá válásod előtt, és aztán az egyetemen mást kaptál. Mondtad, hogy egyházi iskolákba jártál…
A bencések távozásakor voltak konfliktusaink például az egyensapka továbbviseléséből adódóan. Az egyensapka elején Pax felirattal bencés jelvény volt, amit le akartak vetetni. Nem tudom milyen módon nyertem a bátorságot hozzá, de mondtam, hogy a sapka tartozéka a jelvény is. Ha nem tehetjük rá, akkor inkább ne viseljük a sapkát sem.
Kinek mondtad?
Az iskola igazgatójának. Azt is nehezményeztük, hogy levették a keresztet az osztályokban a falról.
Mi lett a felszólalásod eredménye a jelvény és a kereszt ügyében?
Nem tűrtek ellenkezést. A Pax-jelvényt levettük, majd a sapkát sem viseltük, mert a jelvény nélkül elvesztette az értelmét. A kereszttel kapcsolatban nem vitték tovább az ügyet. Lehet, hogy arról volt szó, hogy eléggé jó tanuló voltam és nem akartak problémát okozni nekem. Az igazgató egyszer figyelmeztetően, és engem mentő jóindulattal mondta, hogy értelmes gyerek vagyok, de összekeverem a politikát a vallással. Bele is nyugodtunk a megváltoztathatatlanba.
A vallást a szüleidtől és a nagyszüleidtől hoztad?
A vallást otthonról, inkább a nagyszüleimtől hoztam mivel velük éltem, és a bencésektől pedig megtanultam. A szüleim korábban nem tudtak magukhoz venni Csepelen, olyanok voltak a viszonyok. Amikor 1945-ben végleg Csepelre jöttem, egy ideig egyetlen szobában laktunk.
Voltak belső konfliktusaid egyetemi éveid alatt azzal, hogy mást gondolsz a világról, mint amit tanítanak neked?
Egyetlen olyan tárgy, ami problémákat okozhatott volna, az a marxizmus volt. A már említett Ciprián atya nemcsak jó tanár, de kiváló nevelő is volt. Ő mondta nekünk: „Ha vitatkozni akarunk valakivel, akkor meg kell ismernünk az eszméit. Tehát ha vitatkozni akartok a marxizmussal, a leninizmussal akkor ismerjétek meg, hogy mit is jelent a marxizmus-leninizmus.” Ez az én számomra azt jelentette, hogy jó, ismerjük meg, és amit nem lehetett elfogadni, azt nem fogadtam el.
Ez belül volt konfliktus?
Igen. Amit szükséges volt, megtanultam, és levizsgáztam belőle.
Ilyen egyszerű? Az ötvenes években nem volt olyan nagy egyetemi szabadság, vagy igen? Kötelező volt az MHK, a Szabad Nép félóra…
Lehet, hogy nekem szerencsém volt?! Az érettségi után dolgoztam a csepeli Rákosi Mátyás Vas- és Fémművekben, és rövid időn belül két baleset is ért. Az egyik balesetben harminc kilós dróttekercsek próbáltak elsodorni, de szerencsém volt, egy oszlop megvédett. A másik rosszabb volt! Szögvasakat egyengettünk egy másik nyári szüneti diákmunkás társammal, csillére raktuk, és kitoltuk a daruhoz. A sín vége nem volt alátámasztva, és amikor a jó harminc mázsás teherrel odaértünk, a kocsi felbillent, és oldalra dőlt. Mindketten beszorultunk a legördülő szögvasak és egy másik vasrakás közé. A jobb térdemben a tokszalagok, keresztszalagok elszakadtak. Augusztus elején kórházba kerültem, felmerült, hogy megoperálják a lábamat. Az ortopédsebész őszintén megmondta, hogy vagy jobb, vagy rosszabb lesz, vagy ugyanilyen marad. Tehát nem operáltak, de kaptam mankót, gipsztokot és némi járkálási gyakorlás után azzal kezdtem az egyetemet. Ezért az első évben sok minden alól – például MHK mozgalom – felmentettek. De a katonaság alól már nem mentettek föl, ötvenhárom nyarán egy hónapra táborba vittek.
Csak egy hónapra… gyorstalpaló?
Gyorstalpaló volt, pontosan. Böhönyén tanítottak bennünket a katonáskodásra. A baleset sok mindenben segített. Nem kellett részt vennem olyan dolgokban, amikben egyébként sem akartam volna részt venni. Valahogy megelégedtek a teljesítményemmel, azzal, hogy jól tanultam. Rákosi-ösztöndíjjal indultam, és ezt sikerült megőriznem még az ötödik évben is. Nagyon sok jó tanuló volt ebben az évfolyamban, ahogy mondod. A miénk tényleg kiváló évfolyam volt! Háborús gyerekek voltunk, sok mindent megéltünk, és ennek eredményeképpen mindenki – ahogy annak idején mondtuk – hajtott. Keményen, komolyan tanultak az emberek, és mindenki igyekezett minél nagyobb ösztöndíjat kapni.
A Rákosi-ösztöndíj mennyi forintot jelentett?
Hétszáz forintot… édesapám fizetése akkortájt 1100-1200 forint volt.
Háromnegyed fizetés...
Igen, úgy hogy nagyon komolyan kellett venni az egyetemet. Másodév második félévétől kezdve az élettanon is elkezdtem a tudományos diákköri munkát. A kiválasztás úgy történt, hogy az első félév alapján a gyakorlatvezetők javaslatot tettek Kovách professzor úrnak, hogy kiben látnak fantáziát.
Kovách Arisztid professzorról beszélünk?
Igen. A második félév elején feljött a gyakorlatra, kihívta a jelölteket, köztük engem is, és a Puskin utcában, a második emeleti folyosón sétálgatva kérdezgetett bennünket, beszélgettünk.
Többedmagaddal?
Nem, nem, mindenkivel külön-külön, négyszemközt. Olyan kérdéseket tett fel, amelyeken gondolkodni kellett. Nem csak a lexikális tudásra volt kíváncsi, hanem arra is, hogy az ember tud-e kombinálni, következtetni, tudja-e alkalmazni, amit megtanult. Ettől kezdve egyre gyakrabban jártam be az élettanra. De mellette muszáj volt tanulni is, mert meg kellett tartani az ösztöndíjat.
Hol laktál?
Édesanyáméknál laktam, Csepelen. Egyszobás, konyhás, kamrás kicsi lakás volt a Petz Ferenc, később Kiss János altábornagy utcában. Már nem létezik az épület.
Szüleid mivel foglalkoztak?
Édesanyám, Holik Terézia, otthon volt a húgommal, Edittel. Édesapám, Fedina Gyula, pedig a csepeli Rákosi Mátyás Vas- és Fémművekben dolgozott. Bádogos volt, mindenféle bádogos munkákat csinált. Később Tökölre, a repülőgépgyárba került, alkatrészeket „bütyköltek”. Jó szakember, jó ember volt, Isten nyugosztalja. Úgy gondolok rá, mint édesapámra, pedig ő a nevelőapám volt, adoptált engem. A vérszerinti édesapám még csecsemőkoromban meghalt egy végzetes balesetben. Őt Farkas Antalnak hívták. Édesanyám e tragédia után Budapesten kezdett új életet, ezért, meg aztán a háború miatt, nevelkedtem én a nagyszüleimnél. Anyai nagyanyám igazi földre szállt angyal volt. Nagyon sok szeretetet kaptam, megtanítottak az emberi értékekre. Később, amikor már Csepelen laktam, otthonról jártam a nyári szünetekben haza.
Az apai nagyszülők?
Velük nem volt szoros kapcsolatom. A két család úgy egyezett meg, hogy az anyai család nevel fel. Érdekes módon, aztán úgy alakult, hogy az egyik apai ági unokahúgommal, édesapám bátyjának a leányával, Farkas Icával, együtt jártunk Csepelen iskolába. Különösek a sors útjai. Vele ma is nagyon jó kapcsolatban vagyok.
Nagyszüleid?
Apai nagyszüleim gazdálkodók voltak Vajtán. Saját földjük volt. Anyai nagyapám uradalmi cseléd volt, tanult ember, a háború előtt vincellér. Amikor náluk éltem, akkor az erdészetnél volt kertész. Az erdészetnek volt egy veteményeskertje, ahol ő napszámosokkal dolgozott. Termelték a szükséges dolgokat az erdészet vezetőjének és az ottani uraságoknak. Nagyanyám otthon volt velem és a testvérekkel.
Kinek a testvéreivel?
Édesanyám testvéreivel, például a legfiatalabb nagynénémmel, Bözsi nénémmel, aki kilenc évvel idősebb nálam. Úgy éltünk, mint a testvérek. Egy darabig otthon volt egy másik, idősebb nagynéném is. Aztán ők férjhez mentek, elkerültek onnan, és tizenkét éves koromban én is eljöttem. Utána 1946-tól 1948-ig minden nyáron visszajártam „haza”, hogy segítsek a munkákban. Ez a földosztás utáni időszak volt, a nagybátyám és én kaptunk hat magyar hold földet. A nagyapám már idős volt, ő nem kaphatott. Ezt a földet művelgettük. Volt egy szekerünk, aminek minden kereke más fajtájú volt, meg egy ekénk és boronánk. Tehenekkel dolgoztunk, kettő volt belőlük.
Ló nem volt?
Az egész országban alig volt ló, ez közvetlenül a háború utáni időszak. Azon a vidéken a cselédemberek kaptak földet, mindenki szakadásig dolgozott. Mindenki tehenekkel, ló egyáltalán nem volt. Gépek sem voltak, mert az uradalom gépei tönkrementek. Kézimunka volt, kapáltunk, szántottunk, boronáltunk. Jó fizikumú voltam. A magas parasztzsákba töltött gabonát a földről fel tudtam emelni a vállamra, az ötven kiló. 13-15 évesen voltam a legjobb kondícióban. Ez a fizikai munka áldása.
Lóhoz volt-e közöd gyerekkorodban?
Csak annyi, hogy csodáltuk a lóistállót, csodáltuk a parádés lovakat, amikor az urak kihajtottak, kikocsiztak vagy kiszánkóztak, mert olyan is volt. De egyébként nem volt semmi közünk hozzá. A nagybátyám kocsis volt, nem parádés, hanem igáskocsis. Amíg voltak lovak, tehát a felszabadulás időpontjáig, járták a vidéket.
Ha már ezt a kifejezést használtad, hogy felszabadulás… ez a szó tartalmilag is ezt jelenti neked?
Nem. Tartalmilag abszolút nem. A betűket össze szoktam keverni egy kis kiegészítéssel, hogy ez ’hazánk szabad feldúlásának’ a napja.
Vártam, hogy valami ilyen fordulat lesz...
Minket nem szabadítottak fel az oroszok... persze rendkívüli mértékig megváltozott az élet, hiszen az ispán úr helyett, meg az intéző úr helyett…
Jöttek a párttitkárok…
…nem, az első két-három évben még többé-kevésbé demokratikus volt a rendszer, és az emberek boldogok voltak, mert földet kaptak. Dolgozni kezdtek a földön, és minden évben egy kicsivel jobb volt. Minden évben egy kicsivel nagyobb volt a termésátlag. Az emberek versenyeztek, hogy kinek mennyi búzája termett ugyanazon a nagyságú földterületen. Kinek szebbek a hízói, kinek tejel jobban a tehene, kinek szebbek a tyúkjai, kinek van több tojása… volt egy egészséges versengés. Aztán jött 1948, a fordulat éve, és hirtelen minden megváltozott…
Hogyan jelent meg számodra, hogy minden megváltozott? A sapkáról le kellett venni a jelvényt, aztán a sapka is odalett – ennek több mint szimbolikus jelentése volt-van.
Igen. Aztán jött a beszolgáltatás. Na, mi lesz, le lehet-e vágni azt a hízót vagy nem lehet levágni azt a hízót, feljelentenek-e bennünket, ha levágtuk? Jött a bizonytalanság, a padlások kisöprése, amit szó szerint kell venni, mert irgalom nélkül mindent elvittek. Ha nem volt tyúkod, nem volt tojás, akkor vegyél tojást, ha nem volt tehened, vegyél tejet. De szolgáltass be mindent, amit előírtak. Aztán odalett a föld is, jött a tszcs. Ezt nagyon, rendkívüli mértékben megéreztük… Csepelen is.
Az ötvenes évek elejétől mostanáig volt az életedben olyan szakasz, amikor abszolút biztonságban érezted magadat és a családodat?
Ezen gondolkodnom kell egy kicsit... Nem, tökéletes biztonságban sohasem éreztem magam! Mindig volt valami, ami, ha nem fenyegetett is, de előfordulhatott volna...
Ez az elmúlt húsz évre is vonatkozik?
Tulajdonképpen igen. Egy olyan intézetben dolgoztam, ahol egyetlen párttag volt. Igaz, ez a párttag egy igen magas rangú elvtárs unokahúga volt. Egy végtelenül rendes, kedves, aranyos nő, akinek ilyen szempontból rengeteget köszönhetett a Kísérleti Kutató Laboratórium teljes emberállománya. Ötvenhat után senki nem volt párttag rajta kívül. Ő nagyon sokszor megvédett bennünket, tehát sokat köszönhettünk neki. Ennek ellenére azért mindig ott volt a probléma, hogy mikor fognak behívni a pártbizottságba, és mikor kérdezik meg, hogy na, akkor itt van két ajánló, lépjél be szépen a pártba. Akkor mit mondok?
De csak néhány évig tudott megvédeni titeket.
Hosszú időn keresztül, hosszú éveken keresztül. 1959-60-ban alakul meg a Kísérleti Kutató. Én 1958-ban végeztem. Előtte, mint diák voltam olyan helyzetben, hogy nem volt teljesen biztos az élet, 1960-tól pedig a Kísérleti Kutatóban dolgoztunk.
Mennyi volt az az időintervallum, amíg ő védeni tudott benneteket?
Én 1974-ben jöttem el a Kutatóból, akkor ez a védelem még létezett.
A Rákosi unokahúg pártkapcsolatot jelentett fölfelé?
Azt jelentette, hogy nem volt zaklatás. Nem jöttek, hogy na, akkor most te, te meg te…
Értem. Folytassuk az eredeti szándékod megbeszélésével, hogy a kutatás irányába törekedtél… Erre megnyílt a lehetőség Kovách Arisztid professzorral folytatott folyosói séta után?
Igen, így van. Igazából már az első év második félévében megnyílt olyan szempontból, hogy akkor a biofizika – akkor orvosi fizika, Tarján professzor úr – hívott bennünket diákkörösnek. El is kezdtem ott a munkát, fáziskontraszt mikroszkópiára állítottak rá. Komoly gondjaim voltak az irodalommal. Sajnos, mi csak latint és oroszt tanultunk a gimnáziumban. Ennek megfelelően nekem intenzíven el kellett kezdeni németet és angolt tanulni, ami nem volt könnyű. Szakirodalmat olvasni még kevésbé volt könnyű, de csináltam. Még a második év első félévében is csináltam a fizikát sőt, egy darabig a második év második félévében is együtt az élettannal, de aztán teljesen átálltam az élettanra.
A közvetlen ’56 előtti két tanév milyen volt?
Előbb még 1953. Ha jól emlékszem, akkor lett Nagy Imre – nem úgy mondanám, hogy hatalomátvétele – de akkor lett először miniszterelnök. Nagy Imrében bízva abban reménykedtünk, hogy talán valami jobb lesz, valami enyhülés lesz…
Bocsánat, hogy belekérdezek, csak elfelejtem. A ’49-es Rajk per és a kivégzés – akkor még nem voltál egyetemista – eljutott hozzád?
Nagyon megszűrve, mert nem olvastam újságot. El voltunk foglalva a tanulással. Az iskolán belüli dolgok lefoglaltak bennünket. Az egyházzal kapcsolatos ügyekből valamennyi eljutott hozzánk, mert jobban odafigyeltünk rá. Rettenetesen sajnáltuk, hogy a bencések nem taníthattak bennünket tovább, vagy például a Mindszenthy ügyről is hallottunk. De visszatérve Nagy Imre személyére, ő valami remény volt, hogy talán okosabban, jobban fogja csinálni a dolgokat, de ez nagyon hamar elmúlt. Nem azt mondom, hogy utána letargia jött, mert az nem jött, de kifejezetten rosszul éreztük magunkat.
Mennyi idő volt a napi igénybevétel az egyetemen?
Reggel kezdtünk… Kétórás gyakorlataink voltak, hat-hét óránk volt. Bőven belement a délutánba. Utána mentünk az intézetbe. Ott csináltuk a diákkörös iskolát, amikor a már ott dolgozó tanársegédek bizonyos technikákra oktattak bennünket. Ezek részben műtéti technikák voltak, részben pedig kémiai-biokémiai technikák. Én például hosszú időn keresztül glikogén meghatározást csináltam, mégpedig nem is az Élettani Intézetben, hanem a gyerekklinikán dolgozó orvos kollégának. Tehát már akkor működött ez a kísérleti kutatólaboratórium „eszme”, hogy klinikusok jöjjenek, és dolgozzanak az intézetben a mi segítségünkkel. Aztán volt egy másik terület is. Csak hogy lásd, hogy mennyire diverzifikálva, sokrétűek voltak a dolgok. Kaptam egy halom leporelló-papírt, amin EEG-felvételek voltak. A feladatom az volt, hogy határozzam meg, hogy milyen frekvenciákat lehet észlelni ezeken a felvételeken. Igencsak kellemetlen munka volt, de meg kellett csinálni. Nem tudom, mi lett a végeredménye az egésznek, de ezzel jó néhány órát eltöltöttem.
Az anatómián ti még boncoltatok?
Igen. Effektív boncolás folyt. Kaptunk egy-egy végtagot egy feladattal, azt meg kellett csinálni.
Egész halott volt?
Egész halott már nem volt.
Jussunk el végre ötvenhathoz. Ez egy összetett kérdés, de próbáld egybefoglalni. Ha nagyon szorosan nézzük, akkor az eseménysor mindössze két hét. Milyen hatása volt ötvenhatnak az évfolyamotokra, a tanári karra, mennyien disszidáltak, és mit tudott tenni az egyetem vezetése? Azt konkrétan tudjuk, hogy Gegesi-Kiss Pál rektornak szerepe volt az évfolyamotok védelmében. Végül, hagyott-e nyomot benned – akár egész életedre szólóan – ezerkilencszázötvenhat?
1956-ban, ahogy az előző években is, rengeteget dolgoztam már az Élettani Intézetben. Addigra bevontak bennünket több témába, és komoly, kemény munka folyt. A többiekhez hasonlóan, akik különböző intézményekbe jártak dolgozni, csak úgy mellékesen figyeltük az akkori eseményeket, hogy mi történt a Gólyavárban, mi történt a Petőfi-körben. Figyeltük, de főleg a munkára koncentráltunk. Aztán jött az a bizonyos nap, amikorra meghirdették a felvonulást, amelyet hol engedélyeztek, hol betiltottak, majd megint engedélyezték, és megint betiltották. Akkor már ismertem a leendő feleségemet, akivel megbeszéltük, hogy megvár engem, és majd eldöntjük, hogy elmegyünk-e a felvonulásra vagy nem. Befejeztem a munkát az Intézetben, utána elmentem az Üllői úti leánykollégiumhoz. Kérdeztem a portán, hogy ott van-e, de kiderült, hogy már elment a csoporttársaival, és valahol csatlakoztak a felvonulókhoz. Kicsit bosszantott, hogy nem várt meg, féltem is, hogy mi lesz ebből, mert arra is gondoltunk, hogy nem biztos, hogy ez békésen fog lezajlani. Mindenesetre elindultam. Mondták, hogy a felvonulók egy része a Március 15-e térre tervezett gyűlésre megy, én is odamentem. Máig is furcsa számomra, de emlékszem rá, hogy egy nagy körben álltak az emberek. A kör egyik pontjáról átlósan átmentem a kör másik oldalára. Nem láttam a leendő feleségemet, csak akkor, amikor néhány méternyire odaértem hozzá. Megdöbbentem, hogy te Jóisten, ez meg hogy létezik? Máig sem értem, hogy ez hogyan történt. Nyilvánvaló, hogy véletlen, de valami furcsa véletlen. Ezután csatlakoztunk a felvonulókhoz, és mentünk a Kossuth térre. Ott megvártuk, amíg Nagy Imre megjelent az erkélyen, és megszólított bennünket, hogy „elvtársak”, mire nagy fütyülés és kiabálás támadt. Utána megváltoztatta a megszólítást, már nem emlékszem, hogy mire, de már nem elvtársak voltunk. Egészen sötétedésig ott maradtunk. Volt némi papírégetés, de teljesen békés tüntetés volt. Mikor feloszlott a tömeg, mi is elindultunk a Rákóczi úton a Blaha Lujza tér, a Corvin áruház felé. A Corvin áruháznál találkoztunk egy gimnáziumi iskolatársammal, aki elmondta, hogy a rádiónál lövik az embereket. Aztán megláttunk egy teherautót, a platóján állt egy férfi, és hangosan ordította, hogy „testvéreim, magyarok… ölik a testvéreinket a rádiónál”. Mi csak néztünk egymásra, hogy hogyan, mi történt? Nem tudtuk, hogy a rádiónál akkor már megtörténtek azok a bizonyos események. Nagy kerülővel Pesterzsébeten keresztül mentünk ki Csepelre. Láttuk, hogy teherautókon felfegyverzett munkások mennek be Pest felé, ugyanis a csepeli rendőrség átadta nekik a fegyvereket. Mi a rádióból értesültünk az eseményekről. Egészen addig, amíg 29-én be nem hívtak bennünket az egyetemre, nem mozogtunk. Azután Békéscsabára mentünk, illetve Köröstarcsára, ahol a mennyasszonyom édesanyja lakott, mert nagyon aggódtunk érte. Békéscsabán keresztül utaztunk, a csabai kórházban éjszakáztunk, mert az tehette lehetővé az utazást, hogy az egyetem egyik forradalmi vezetője adott nekünk egy írásos igazolást, hogy gyógyszerért küldtek bennünket. Csak így „mászkálhattunk” az országban.
Kicsoda? Ki volt ez a forradalmi vezető?
Zsebők tanár úr. Mikor meghallották az emberek, hogy otthon vagyunk – a menyasszonyomat jól ismerték Köröstarcsán – néhányan eljöttek beszélgetni, hogy mi is történik Pesten. Ez 30-án vagy 31-én volt, már akkor az emberek úgy fogalmazták a kérdést, hogy igaz, hogy Pesten ölik, akasztják a kommunistákat? A pártházi ostrom híre már így jutott le, hogy ölik a kommunistákat. Visszajöttünk Pestre. Az egyetemi külső telepen, a Balassa utcában a neurológiai-pszichiátriai klinika meg a sebészeti klinika alagsorában szükségkórház működött. Beálltunk segítettünk a műtéteknél, ápoltuk a sebesülteket, vigasztaltuk őket. Emlékszem egy fiúra, aki elvesztette az egyik lábát, nagyon rossz állapotban volt szegény. Ott voltunk egészen november 4-én reggelig, amikor hallottuk, hogy az oroszok megtámadták Budapestet. Volt ott egy kis rádiónk, hallgattuk Nagy Imre beszédét, amiben segítséget kért. Az a beszéd egy igazi segélykiáltás volt! Ezután következett az igazán komoly munka, mert rengeteg sebesültet hoztak a klinikára, akiket el kellett látni.
A mennyasszonyod végig ott volt?
Igen, végig ott volt. Ő gyógyszerészhallgató volt. Emlékszem rá, hogy fel voltunk öltözve, már kezdett hűvösödni, pulóver, zakó és fölötte egy fehér köpeny. Ez volt az „egyenruhánk”. De mi nem harcoltunk. Az orvosi egyetem egyetlen hallgatója sem harcolt. Volt egy egység, amit azért hoztak létre, hogy megakadályozzák az egyetem területére történő esetleges betöréseket, rablásokat, de nem volt semmi munkájuk.
Az egységnek ki volt a parancsnoka?
Tudomásom szerint Palkovits Miklós volt a parancsnoka és Baksa József nevű barátunk volt a parancsnokhelyettes. A belső telepet védték, a külső telepen nem voltak. De ők egyetlen golyót nem lőttek ki. Szerintem még ki sem biztosították a fegyvereiket. A dolguk az volt, hogy megakadályozzák, hogy valami baj történjen, nehogy idegenek jussanak be az egyetemre. De valahogy tiszteletben tartották az egyetemet, tiszteletben tartották a klinikákat. Egy olyan esetre emlékszem csak, amikor a külső klinikai telepen lövés dördült, de hogy ránk lőttek-e, azt nem tudom. Mindenesetre a mi békés természetünkre jellemző – az orvostanhallgatók általában békés természetűek – hogy az egyik kedves barátunk a lövést hallva egy krumplival a kezében rohant ki. Akkor már tudtuk, hogy vannak orvlövészek, akik a tetőkről lelövik az embereket. De hála Istennek nem arról volt szó, hogy miránk lőttek volna.
Ötvenhat elmúlt, lett új kormány, új párt… hogyan folytatódott az egyetem?
Gegesi-Kiss Pál rektor úrral nagyon nagy szerencséje volt az egyetemnek. Valahogy meg tudott védeni bennünket. Két ember volt, akiket – úgy emlékszem, őket is csak két évre – kitiltottak az egyetemről. Egyikük gyógyszerészhallgató, a mennyasszonyom csoporttársa volt. Rendes fiú, nem csinált az égvilágon semmit. A másik a Baksa József nevű évfolyamtársunk, aki ennek a bizonyos egységnek volt a parancsnokhelyettese. Nem tudom, hogy Palkovits Miklós elmondta-e, de őt meghurcolták. Neki voltak kellemetlenségei, vizsgálati fogságban is ült, de tudomásom szerint nem tiltották ki az egyetemről, velünk fejezte be, együtt diplomáztunk.
Sosem lett tanszékvezető, ő ennek tudja be.
Ez biztosan így is van, viszont keresztülharcolta magát. Ő nagyon okos ember, hihetetlen a publicitása.
Hogy sikerült a diplomázás, az is kitűnően?
Az egyetemi tanulmányaim alatt egy négyesem volt, egy katonai négyesem.
Katonai?
Katonaiból, igen. Volt egy olyan tantárgy is, hogy elméleti katonai ismeretek. Ki is kaptam Dr. Gara orvos alezredes elvtárstól… Mindenki remegett a vizsga előtt, hogy jaj, mi lesz – kemény ember volt ugyanis. Az egész csoport ott didergett az ajtó előtt; mondták, Fedina, menj be először te. Fedina ment, egy darabig ment a vizsga is. Aztán jött egy fura kérdés, hogy mit csinálok abban az esetben, ha valamit el akarok indítani. De, kolléga, mit fog maga csinálni, ha ül az autóban, és el akar indulni. Fogalmam sem volt róla, hogy mit csinálnék, mert még soha az életben nem vezettem autót, sőt autóban sem ültem. Nem tudtam. Azt mondta: jelezni fog, hogy el akar indulni. Valami katonai dologgal kapcsolatos jelzésről volt szó… emiatt kaptam négyest. Kimentem, a többiek kérdezték; hányas? Mondom, négyes. Jaj, mindenki tönkrement. Atyaúristen! Ha a Fedina négyest kapott, velük mi lesz?! Ez az egy négyesem volt, és bár summa cum laude végeztem, emiatt nem kaptam gyűrűt.
Valamit kihagytunk. Gyógyszerészhallgató volt a választottad. Hogyan ismerkedtetek meg?
Egy összejövetelen találkoztunk 1954-ben. Valahol az Andrássy út környékén volt egy fiúkollégium, oda hívott meg egy ott lakó csoporttársam, hogy táncos estét rendeznek, és szeretettel vár. El is mentem, felvitt a szobába, ahol lakott. Ott letettem a kabátomat, és lementem a táncterembe. Az ember ilyenkor először nézelődik. Nem voltam valami jó táncos, a térdem a baleset után „lötyögős” maradt, vigyázni is kellett rá, hogy ne nagyon ugráljak. De azért szívesen táncoltam. Lánykoszorú ült a székeken, voltak, akik már táncoltak, voltak, akik „petrezselymet árultak”. Végignéztem őket és megláttam egy lányt, aki megtetszett. Kedves arca volt, mosolyogva ült, semmi feszélyezettség. Odamentem, meghajoltam, bemutatkoztam, kérdeztem eljönne-e velem táncolni? Eljött! Ez volt az ismerkedés. Végigtáncoltuk ezt az estét, hazakísértem a kollégiumba, az Üllői útra. Ez szombat este volt, megbeszéltük, hogy másnap találkozunk. Kis malőr volt a dologban, nekem sosem volt jó névmemóriám. Ma se jó. Bizony elfelejtettem a nevet, hogy Zolnai Lídia. Akárhogy törtem a fejemet, nem jutott eszembe. Tragédia! Bementem a kollégiumi portára; egy életem, egy halálom, mondtam, hogy – látod, ez a név megmaradt –, hogy én a Szalkai Kamillával szeretnék beszélni. Valami hangzásbeli hasonlóság azért van a két név között. Mondja a portás, hogy olyan itt nincs, de Zolnai Lídia, az van. Á, Ő az! Felszólt a portás, Ő szépen lejött, és mentünk sétálni. Aztán egyre többször találkoztunk, és rájöttünk, hogy mi jók leszünk egymásnak.
Hány évig nem felejtetted el a nevét?
Egészen 1997-ig, amíg élt… és mostanáig sem…
Ő utánad végzett, vagy együtt végeztetek?
Ő gyógyszerészként fél évvel előbb végzett, mint én.
Mikor volt az esküvőtök?
1957-ben. Meg kellett, hogy esküdjünk, mert különben vidékre került volna, akkor központilag irányították a diploma utáni elhelyezkedést. Akkor már majdnem biztos volt, hogy az Élettani Intézetben kapok egy gyakornoki állást. Így, mint házastárs, Ő is Pesten maradhatott.
Gyógyszerészként dolgozott?
Igen.
Van két lányod. Magad is kandidátus vagy, az egyik lányod kandidátus-gyógyszerész, a másik lányod szülész-nőgyógyász szakorvos. Te – ma így fogalmazzuk udvariasan – szerény származású szülői házból jöttél, a lányaid pedig egy értelmiségi család tagjaiként látták meg a napvilágot. Kinek volt könnyebb, neked vagy nekik? Kinek volt nehezebb, neked vagy nekik?
Mondjuk ki őszintén, én cselédsorból jöttem, az anyai nagyszüleim cselédek voltak. Aztán munkássorból, mert az édesapám munkás volt. Amikor megkaptam a diplomámat, akkor értelmiségi lettem, megszűnt a munkásszármazásom előnye, átléptem egy másik osztályba. Ez a furcsasága a dolognak, hogy én munkásszármazású voltam, de utána elhagytam az osztályomat, és értelmiségi lettem. Nemcsak bennem, hanem a kortársaimban is nagyon-nagyon komoly hajtóerő volt. Mi ki akartunk kerülni abból a sorból, amiben voltunk, és mindent megtettünk annak érdekében, hogy ez sikerüljön. Sokunknak sikerült is. Ehhez nem csak az kellett, hogy az akkori rendszer lehetőséget adott, hogy egyetemre kerülhessünk. Ha nem tanultunk volna jól, akkor nem lett volna lehetőségünk erre a változtatásra. Akik nem tanultak, akiknek nem volt megfelelő az érettségi bizonyítványuk vagy nem tudtak megfelelő teljesítményt nyújtani a felvételiken, azok nem kerültek be az egyetemre, függetlenül attól, hogy a lehetőség megvolt. A lányaimnak már nehezebb volt bejutni az egyetemre, mert ők már értelmiségi származásúak voltak.
Feleségednek volt értelmiségi családtagja?
Nem. Borbély kisiparos volt az édesapja, tehát „egyéb” származású volt...
Az 1952-1958-as évfolyam a hazai orvosképzés egyik különleges évfolyama, akikkel sokkal többet kellene foglalkozni, ha erre lenne valakinek ereje, ideje. A lányaidnál maradva, a nehézség vagy a könnyebbség arra értődött, hogy neked sokkal nehezebb volt tanulni, nekik sokkal könnyebb volt tanulni. Neked sokkal könnyebb volt bejutni, nekik sokkal nehezebb volt bejutni. A kérdés lényege: az érvényesülés a pályádon a hajtóerő miatt neked könnyebb volt, mint a lányaidnak?
Nem. Nekünk nagyon meg kellett dolgozni azért, hogy azt csinálhassuk, amit szeretnénk. Ez nem mindenkinek sikerült. Az évfolyam többsége klinikus, ágy melletti orvos lett, klinikákra, kórházakba, vagy rendelőintézetekbe mentek és kimondottan betegellátással foglalkoztak. Ez így is volt jól, hiszen kellett az orvos.
Mondtad a szakirodalmat, hogy nehéz volt, mert angolul, németül kellett volna olvasni, és te oroszul, latinul tanultál. Most a megélhetésed egyik részét a szakkönyvfordítás biztosítja. Tehát az elmúlt évtizedekben sikerült megtanulni angolul, németül.
Nagyjából, mert nem tökéletes ez a tudás. Arra például nem vállalkoznék, hogy magyarról fordítsak angolra vagy németre.
Beszélgessünk a lányaidról, Lídiáról és Lauráról. Lídia az idősebb.
Igen, öt évvel.
Az egyik orvos, a másik gyógyszerész, az egyik az édesapját, a másik az édesanyját követi a hivatásválasztásban. Az orvosi és egy kicsit a gyógyszerészi tevékenységben is van valami jótékonyság, valami karitativitás. Abban, amit a nyári lovas táborokban csináltok – mint testvérpár és édesapa – abban mindkettő együtt van, és mellétehetjük még azt is, hogy nevelés. Ti hárman olyasmit csináltok a táborokban, ami manapság merőben szokatlan. Miért csináljátok, jól esik?
Igen. Jól esik. Jó kérdést tettél fel és rendkívül nehezet. Ami a karitativitást illeti… az én esetemben… sok mindent megtanul az ember, ha tizenkét éves koráig cselédemberek között, cselédsorban él. Ezek az emberek 1945-1946-tól hirtelen kisgazdává léptek elő, abból kellett megélniük, amit maguk megtermeltek. Nem segített nekik senki az égvilágon, saját kútfejükből kellett merítsenek mindent. A szegénység ellenére volt az emberek között összetartás, igény, hogy segítsünk egymáson. Segítsünk a cigányasszonyon is, aki hetenként egyszer végigjárta a cselédsort. Itt egy bögre tejet, ott egy szelet kenyeret, amott egy kis szalonnát kapott, ebből élt. Gyerekként láttam, és tudtam, hogy az egyik cselédcsalád segít a másiknak. Nem ajánlották fel, de ha kérték, akkor többnyire nem tagadták meg. A kevésből, amijük volt, abból adtak a másiknak.
Ezt nemcsak te élted meg, hanem az ország többszázezer hasonló sorsú embere, aki ma nem viselkedik így, ahogy te és a lányaid. Nem gyakorlat nyolcvanadik évemben íjjal tanítani a gyerekeket. Nem divat tizennégy lovat tartani, számos gyereket jó szolgálatként, alig önköltségért táboroztatni. Nem gyakorlat színdarabot, hittant tanítani gyerekeknek gyógyszerész diplomával, PhD fokozattal, szakfordítói gyakorlattal. Pénzért sokan csinálják, de önköltségért, jóindulatból…?
Nehéz kérdést tettél fel. Az én fő motivációm a gyerekkoromnak abból az időszakából ered, amikor a bencések tanítottak, abból a három évből, meg az otthon látottakból…
A lányaid motivációja honnan ered?
Lehet, hogy lányaim talán egy kicsit odafigyelnek arra, amit csinálok...
De a lányaid sincsenek könnyedén... Sem emberileg, sem a saját szakmai helyzetüket, sem pedig a megélhetésüket tekintve. Nem adják ingyen nekik a kenyeret.
Ez így van, keményen meg kell, hogy dolgozzanak érte. Sajnos, az utóbbi években már nem is olyan könnyű a dolog. Laura a ló szeretetét az édesanyjától örökölte.
Aki szőrén ülte a lovat, és amikor Laura kezdett lovon járni, akkor meg féltette a saját lányát.
Igen. Joggal féltettük mind a kettőt, de tapasztalatok híján a részletekbe nem gondoltunk bele. Lídia elkövette azt a baklövést, hogy kellő gyakorlat nélkül szőrén ülte meg a lovat. 1976 karácsonya előtt, ha jól emlékszem az évre, le is esett a lóról, és komolyan megsérült, koponyaalapi törése volt. A csepeli kórházba vitték, onnan baráti kapcsolatok révén került át az Országos Idegsebészeti Tudományos Intézetbe. A Jóisten úgy döntött, hogy visszaadja őt! Amikor az igazgatóval beszéltem, azt mondta: várnunk kell, nem tudjuk mi lesz! Odamentünk az ágyához, néztük, az igazgatóhelyettes is felhívta a figyelmemet rá: nézd meg, úszó szemmozgások – ez nem jó. Várnunk kell! Vártunk, hat napig! Egy reggel a nővérek úgy találták a gyereket, hogy ült az ágyban, és olvasott. Meglepő volt! Utána valameddig még kórházban volt, aztán kivettük az iskolából, és azt az iskolaévet elvesztette, de hála Istennek teljesen rendbe jött.
Ez nagy megpróbáltatás volt, nem?
Igen, óriási megpróbáltatás volt Laurának is, a feleségemnek is. Nagyon nehéz helyzetben voltunk.
Saját családi őrangyalotok van…
Abban bíztunk, ha már az Úristen az első problémából kihozta, vagyis maga a törés nem okozott bevérzést, ami gyógyíthatatlan, akkor kisebb visszamaradó hátrányokkal, de megúszhatja… Mondták, hogy a hallásával, a szaglásával nagy valószínűséggel maradandó károsodások lehetnek. Hála Istennek egyikkel sincs baj. Egy koponyalapi törésnél az orrból felmenő nagyon kényes helyen lévő rostok elszakadnak, és általában nem tudnak összenőni. De nála ez nem következett be. Ennek ellenére heteken, hónapokon keresztül aggódtunk, hogy nem jön-e ki utólag valami. Nem lesz-e valami olyan komplikáció, amire nem számítottunk. Hála Istennek nem volt. Amikor folytatta a tanulmányait, akkor már megnyugodtunk, hogy most már nagyobb probléma nem lesz. De nagyon nehéz időszak volt. A munkatársaim mondták el, hogy milyen nagyon megviseltnek, megtörtnek láttak. Igyekeztem mosolygós vezető lenni, de ez biztosan a mosolyszünet időszaka volt.
Laura szülész-nőgyógyász szakorvos. Már nem a Budapesti Orvostudományi Egyetemen szerezte a diplomáját, mint az édesapja, ő már a Semmelweis Orvostudományi Egyetemen végzett. Ugyanabban az épületben tanulta az élettant, mint te?
Igen, a Puskin utcában.
Az elégtétel volt neked, hogy Laura orvosi diplomát vett át?
Ugyanazt az orvostudományi egyetemet végezte Lídia is. Teljesen egyformának tartom a három kart, a gyógyszerész kart is, függetlenül attól, hogy az orvoskari tanulmányok a leghosszabbak, az hat év…
Nem akarok különbséget tenni, de elégtétel, hogy mind a két lányod kezébe ugyanazon az egyetemen adtak diplomát, ahol te is végeztél?
Sosem gondoltam erre. Nem arról van szó, hogy csak tudomásul vettem, nagyon örültem neki, és sokat biztattam őket. De nem kellett olyan nagyon biztatni, mind a kettő nagyon jól tanult. Lídia különösen, ő népköztársasági ösztöndíjas is volt. Laura az élettanon volt diákkörös, de aztán mégis a gyógyítást választotta a kutatás helyett.
Honnan van a Laurának ilyen jó hangja?
Az édesanyjának nagyon szép hangja volt. Annak idején zenei gimnáziumba akarták beíratni, de ezt az édesapja nem engedte. Egy adott alkalommal, amikor torokgyulladása volt, kivették a manduláit – és megváltozott a hangja. Megváltozott a rezonancia üreg, és ennek eredményeképpen már nem volt olyan szép a hangja. Laura szerintem tőle örökölte, és a zenei hallását is... Laura 12 évig tanult zongorázni, amíg „ki nem nőtt” a zeneiskolai keretek közül.
Lídiában honnan van a science fiction írói tehetség, írásai, könyvei jelentek meg?
Lehet, hogy énbelőlem van, mert én nagyon szeretem a science fiction irodalmat. Rengeteget olvastam annak idején a fantasztikus könyveket, Lemtől Asimovig mindent elolvastam. A robotika törvényei – fantasztikus, micsoda ötlet! Egyáltalán az Alapítvány trilógia is fantasztikus, nagy örömmel olvastam. Egyébként rengeteget olvastam diákkoromban. Akkor jelentek meg az Olcsó Könyvtár könyvek, amik zsebméretűek voltak papírkötéssel. Betettem a zsebbe, mentem az egyetemre, a villamoson elővettem, olvastam. Olvastunk mi ülve, állva, mindenképpen. Én nem tudok írni. Hogy Lídia honnan örökölte az íráskészségét nem tudom, de a fantasztikum iránti érdeklődését, azt nagy valószínűséggel tőlem. Hogy én kitől, azt megint csak nem tudom. Egyébként kisgyerekkoromban is mindent elolvastam, ami a kezembe került: a Tolnai Világlapját, a pengős regényeket, a ponyvairodalmat, a „cowboy” regényeket, mindent-mindent az égvilágon.
Van két unokád. Erről is beszéljünk, és miért nincs még kettő a másik lányodtól?
Ő nem találta meg a párját.
És Laura megtalálta?
Egy ideig úgy látszott, hogy ő talán igen, de, sajnos, elváltak.
Kinek a felelőssége ez? Ti – a szülei – oltottatok beléje valamit, amitől túl jóhiszemű? Nem vagytok ti naiv emberek? A világ megérdemli, amit adsz – adtok neki?
Sosem gondoltam arra, hogy megérdemli-e a világ. Szerintem Laura és Lídia sem. Leginkább Lídia áll a realitás talaján. Rólam mondták már, hogy ön- és közveszélyesen jóindulatú vagyok. Ez is valahonnan a gyerekkorból ered, amikor szívesen segítettem másoknak. A gimnáziumban is szívesen segítettem másoknak a tanulópár mozgalomban például. Volt egy lány tanulópárom, akivel megbeszéltük, hogy fél nyolc után pár perccel megjelenünk az iskolában, és én elmagyarázom, ha valamit nem értett. Fél nyolckor vártam az iskolában. Ő nyolc óra előtt vagy után egy perccel jött be, de rendszeresen. Soha, de soha nem tudtunk beszélni a tananyagról, mindig elkésett. Én ennek ellenére egészen addig, amíg fel nem oldottak e feladat végzése alól bejártam. Persze az időt kihasználtam, átnéztem a saját dolgaimat, és ez nagyon jól is jött. Az egyetemen is segítettünk egymásnak, az természetes volt. Egy szövettan vizsgára emlékszem, amikor a vizsgára várva az egyik csoporttársam idegesen kérdezte: hogy is van ez a tétel? Gyorsan elmondtam neki a tételt, mit tesz Isten, azt kapta. Végtelenül hálás volt. Vagy már amikor a Kísérleti Kutatóban dolgoztam – lehet, hogy ez ostobaság volt, nem tudom – de én mindig hajlandó voltam letenni a saját munkámat, ha valamelyik társam segítségre szorult. Az első emeleten volt a laborom. Dolgoztam valamin, a második emeletről leszóltak, hogy: Laci gondunk van ezzel az olasz gyártmányú EEG készülékkel. Gyere légy szíves, nézd már meg! Kettő vagy öt perc múlva ott voltam, amit lehetett segítettem. Ez persze, visszavetette az én munkámat. Mégsem tudtam megtenni, hogy ne menjek, és ne segítsek. Mentem, és segítettem. Kovách professzor úr is mindig a legrosszabbkor hívott magához. A kísérletben ott tartottunk, hogy a macska fel volt szerelve, lehetett kezdeni a munkát, és akkor jött a telefon, hogy Lacikám, jöjjön fel, legyen szíves. Felmentem, Isten tudja, miről volt szó, 10-20 perc, egy óra, másfél óra, mire visszamentem az esetek többségében mondta az asszisztensem, hogy, sajnos, a macska vérnyomása leesett, kampec, vége volt a kísérletnek. Ezt a segítőkészséget mind a két lányom örökölte. Laurának ott a ló imádata. Egyre több és több állat, és aztán jött az ötlet, hogy vannak mások is a baráti, ismeretségi körben, akik szívesen lovagolnának, de nem tehetik meg.
De ez már nem az a nagyságrend, ez már szinte üzemszerű tevékenység. És még valami, egy baráti körös együttlét nem arról szól, hogy szakértő módon kommentálok egy bemutató lovaglást. Honnan tudja ezt Laura?
Ezt a tudást Laura saját maga szerezte hosszú-hosszú évek alatt. Az ő első lova a Szürke még Felső-Gödön volt, őt még a feleségem is legeltette...
Ez az a ló, amivel Laura Csepelről Budapesten keresztül átlovagolt Gödre?
Igen, pontosan. Laura ló-szeretete az édesanyjától eredeztethető, onnan származik. Aztán már nem volt elég egy ló, mert kiderült, hogy kocsit is lehet hajtani, ahhoz meg már két ló kell. Volt egy időszak, amikor Laura kocsit is hajtott, és lovagolt is.
Versenyszerűen fogatot hajtott?
Egyszer kipróbálta a fogathajtást is, de hála Istennek abbahagyta.
Féltetted?
Féltettem. Lídia balesete beleültette az emberbe, hogy ez veszélyes üzem. Miden alkalommal bennem van – gondolom Laurában is – az érzés, hogy vigyázni, vigyázni, nagyon odafigyelni. Ez azt is jelenti, hogy ismereteket kell szerezni. Laura rengeteget tanult a lovaglással, a lovakkal, a lovak természetével kapcsolatban. Ezért meri ezt megtenni, a tábort, az oktatást megszervezni…
Remélem, jókor kérdezem, van – az évtizedek során volt – a Fedina családnak saját védőangyala?
Igen, igen. Már nem ketten állunk a lányaink rendelkezésükre, ha szükségük van ránk, bár lehet, hogy onnan fentről az édesanyjuk is rendelkezésükre áll… Időről-időre mind a ketten említenek ilyesmit. Nem beszélünk róla, mert egy kicsit talán szégyelljük, hogy az ember ilyen szentimentális. Az 1996-1997-es év nagyon nehéz, fájdalmas időszak volt. Kiderült, hogy a feleségemnek myeloma multiplex betegsége van, éppen a felső nyaki csigolyákban. A végkifejlet, a feleségem sok szenvedése és halála, szörnyű volt, de lehet, hogy még szörnyűbb is lehetett volna.
Megedzett téged a végkifejlet? Adott valamit a távozás…?
Talán igen.
Türelmesebb vagy?
Sokkal, sokkal. Az ORFI igazgatója, aki tulajdonképpen felfedezte, hogy mi a probléma a feleségemmel, írt nekem utána egy levelet. Ennek a levélnek volt egy mondata, hogy: „drága feleséged valószínűleg nagyon nehezen viselt volna el egy haránt léziót”. Ez a gerincvelő elnyíródása, amikor a folyamat miatt a nyaki gerinc csigolyák összeroppannak, ami azt jelenti, hogy ha a légzés megmarad, a beteg életben marad ugyan, de mozogni nem tud. A vegetatív funkciók felett nem uralkodik, és az rosszabb a halálnál. Ebben igaza volt : van rosszabb a halálnál!
Félsz a haláltól?
Nem, egyáltalán nem. Azt szeretném, ha már meg kell halni, akkor gyorsan menjen. Márpedig mindenkinek meg kell halnia egyszer. Az embernek fel kell készülnie a halálra. Bele van írva a tenyerünkbe. Itt van egy M betű, meg itt is van egy M betű. Memento Mori – emlékezz a halálra. Egy idő múlva az ember azzal fekszik le, lehet, hogy nem ébred fel többet. Az lenne a legszebb halál. Vagy amilyen az egyik nagyon kedves barátom halála volt a Kísérleti Kutató műhelyéből… Már nyugdíjban volt, otthon ült a karosszékében. Felhívta a feleségét, hogy jöjjön haza, mert rosszul érzi magát. Felesége félóra múlva otthon volt… ott ült a karosszékben holtan. Ilyen rövid volt. De félni nem félek tőle. Nem is tudom, hogy miért nem félek tőle.
Mert az úgyis mindenkinek eljön.
Lehetséges, hogy mindössze erről van szó.
Köszönöm szépen, hogy beszélgettünk. Most is úgy gondolod, hogy a haláltól nem, de az ilyen beszélgetéstől félni kell?
Az ilyen beszélgetésektől bizonyos mértékben félni kell. Pláne, ha még azt is szeretnéd, hogy az én szakmai életutamról is beszéljünk, mert az igencsak kanyargós.